# Jerofei
Jerofei (russisch Ерофей; wiss. Transliteration Erofej; veraltete Form Ijerofei/Иерофей) ist ein russischer männlicher Vorname griechischer Herkunft (griechisch ιερός/heilig und θεός/Gott).

## Personen
- Jerofei Pawlowitsch Chabarow (1603–1671), russischer Kolonist in Russisch-Fernost
- Jerofej Krasjecha (* 1940), ukrainischer Geograph
- Jerofei Iossifowitsch Perminow (1913–1971), russischer Soldat im Zweiten Weltkrieg, Held der Sowjetunion

## Ort
- Jerofei Pawlowitsch, eine Siedlung städtischen Typs in der Oblast Amur (Russland)

## Schiff
- Jerofei Chabarow (Motorschiff), russisches Binnenpassagiermotorschiff